# Codsall
Codsall är en ort och civil parish i Storbritannien.   Den ligger i grevskapet Staffordshire och riksdelen England, i den södra delen av landet, 190 km nordväst om huvudstaden London. Codsall ligger 125 meter över havet och antalet invånare är 11 548.

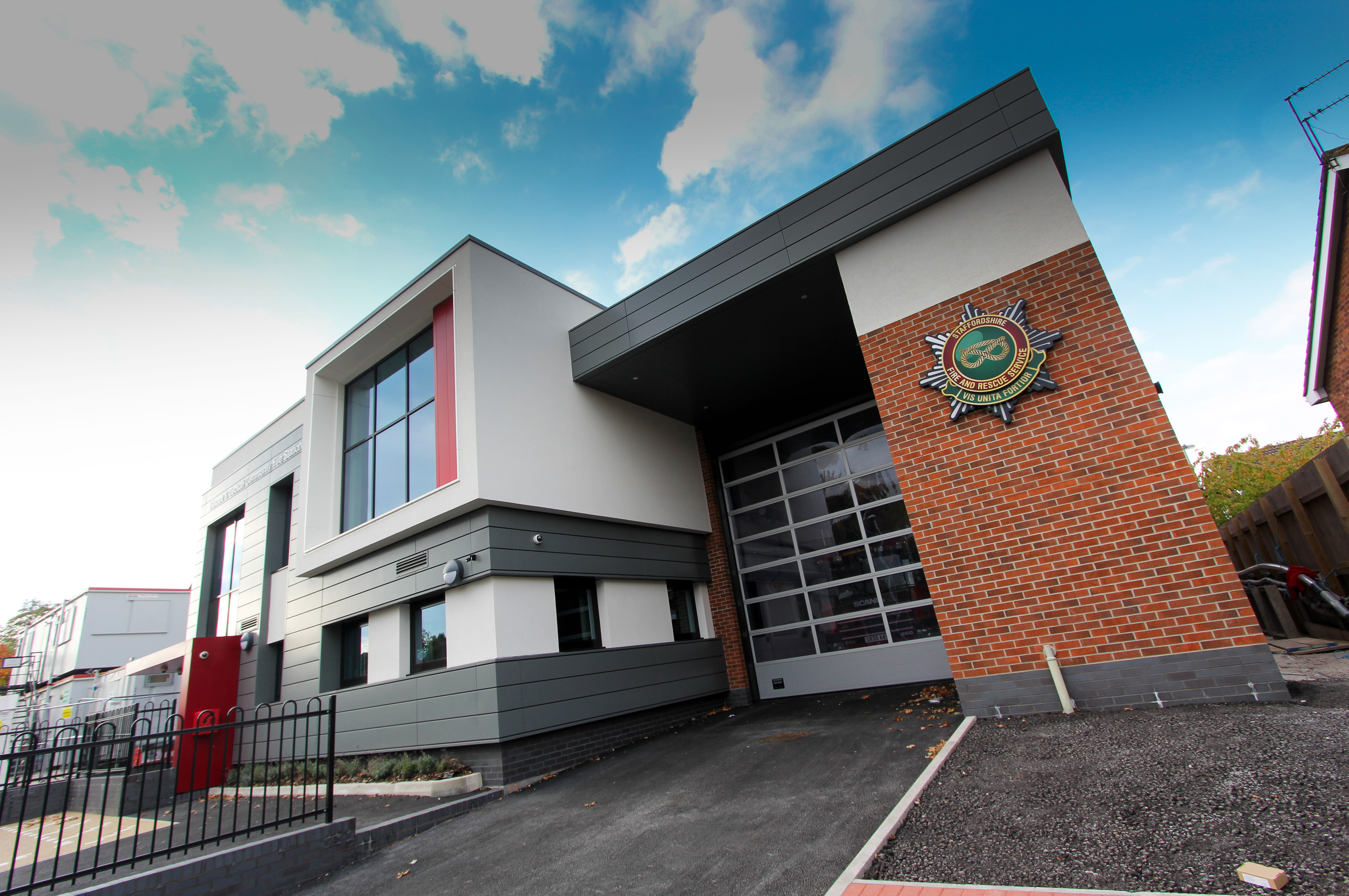

Terrängen runt Codsall är platt. Runt Codsall är det mycket tätbefolkat, med 2 614 invånare per kvadratkilometer. Närmaste större samhälle är Wolverhampton, 7,2 km sydost om Codsall. Runt Codsall är det i huvudsak tätbebyggt.